# Conus regonae
Conus regonae é uma espécie de gastrópode do gênero Conus, pertencente à família Conidae.